# Fernand Millaud
Pour les articles homonymes, voir Millaud.
Fernand Millaud est un dramaturge, metteur en scène et dialoguiste 
français du XXe siècle.

## Biographie
Fernand Millaud a été un dialoguiste de films. Il fut metteur en ondes à la Radiodiffusion française et assistant d’Abel Gance. Il fut également secrétaire de Jean Cocteau et collaborateur de Jean Nohain.

## Pièces de théâtre
- La Maison du printemps[2], 1951 (la pièce fut créée en 1948 à Bruxelles, au Théâtre royal des Galeries, dans une mise en scène de Lucien Fonson, puis jouée à Paris en 1948 au Théâtre des Célestins. Jacques Daroy l'adapta au cinéma en 1949)
- Un bouquet de fleurs, 1953
- Un bon garçon, 1956
- Au paradis, 1957
- La Fraîcheur des fontaines, 1958
- L'Abonné, 1964
- La Double Mésalliance, 1967
- Prends le jour qui passe, 1967
- Le Village du bonheur, 1968
- La Douceur de vivre, 1969
- Charmante soirée, monsieur Carrel, 1969
- La Vie en rose, 1970
- Dîner au champagne, 1977
- Drôle de malade, 1992
- Pascal a la grosse tête, 2001